# Шульдешов, Леонид Петрович
Леонид Петрович Шульдешов (10 февраля 1929, Хмелевая, Центрально-Чернозёмная область, ныне — Орловская область — август 2007, Санкт-Петербург) — советский футболист, защитник; тренер. Мастер спорта СССР (1961).

## Биография
Окончил Белорусский электротехнический техникум связи (1947—1951).
Играл в пинских командах КФК «Молния» (1949—1950) и ОДО (1950). Дальнейшую армейскую службу проходил в командах ВМС (1951, не играл) и КБФ (Таллин) (1952, КФК). В 1953—1954 годах играл в команде класса «Б» «Калев» Таллин. В 1955 году перешёл в ленинградский «Зенит». В июне — сентябре сыграл четыре игры, отметился автоголом в игре с «Динамо» Тбилиси (0:3). Следующий сезон провёл в другой ленинградской команде класса «А» — «Трудовые резервы» (10 игр). В 1957 году перешёл в «Авангард», в следующем году в команде, переименованной в «Адмиралтеец», сыграл 4 игры в классе «А». В 1959 году играл в классе «Б» в «Трудовых резервах», в 1960—1961 годах — в ленинградском «Динамо».
Окончил школу тренеров при ГОЛИФК им. П. Ф. Лесгафта (1960—1962), затем сам ГОЛИФК (1962—1967), далее работал тренером в Ленинграде.
В 1962—1963 был играющим тренером клуба «Волна». С 1964 года тренировал «Спартак», в 1967—1968 — старший тренер клуба «Большевик»/«Нева». Тренировал ЛОС ДСО «Зенит» (1970), СДЮШОР «Смена» (июнь 1970—1980; с 1990), «Волна» (1980—1990), СК «Ленинец» (октябрь 1981 — май 1987). Администратор клуба «Смена-Сатурн» (1992).
Похоронен на Ковалёвском кладбище.